# Trongisvágur
Trongisvágur (dánul: Trangisvåg) település Feröer Suðuroy nevű szigetén. Közigazgatásilag Tvøroyri községhez tartozik. A sziget keleti partján, a Trongisvágsfjørður végénél fekszik.

## Földrajz
Trongisvágur és a szomszédos Tvøroyri napjainkra teljesen egybeépült. A faluban egy sportközpont, egy iskola és egy óvoda található. A Stórá nevű patak, amely a völgyben folyik, keresztez egy ültetvényt, majd egy kellemes strandon éri el a fjordot.
A település fölötti hegyekben van egy Rangabotnur nevű völgy, ahová aszfaltút vezet. A völgyből szép kilátás tárul Trongisvágurra és Tvøroyrire.

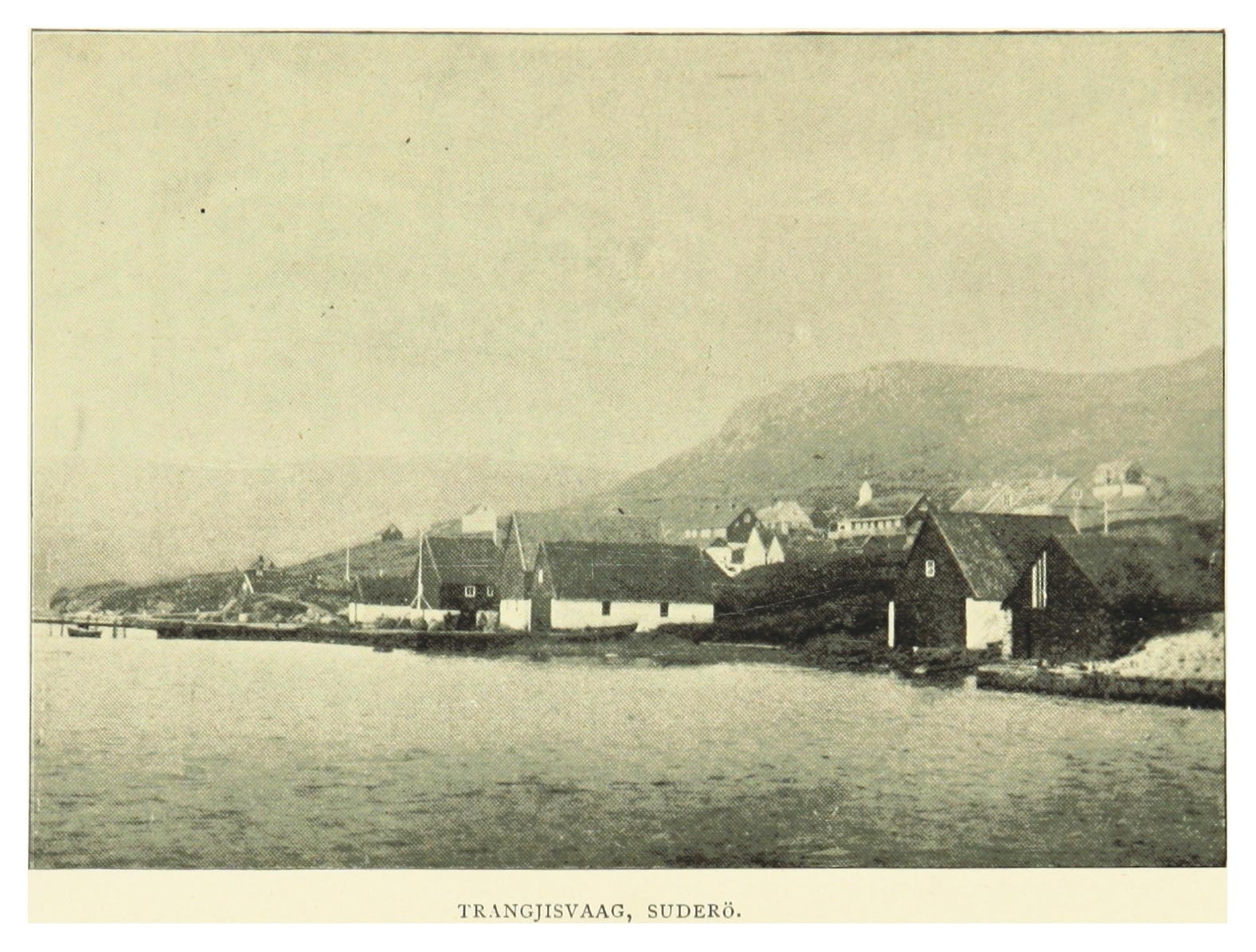
Trongisvágur 1898-ban

## Történelem

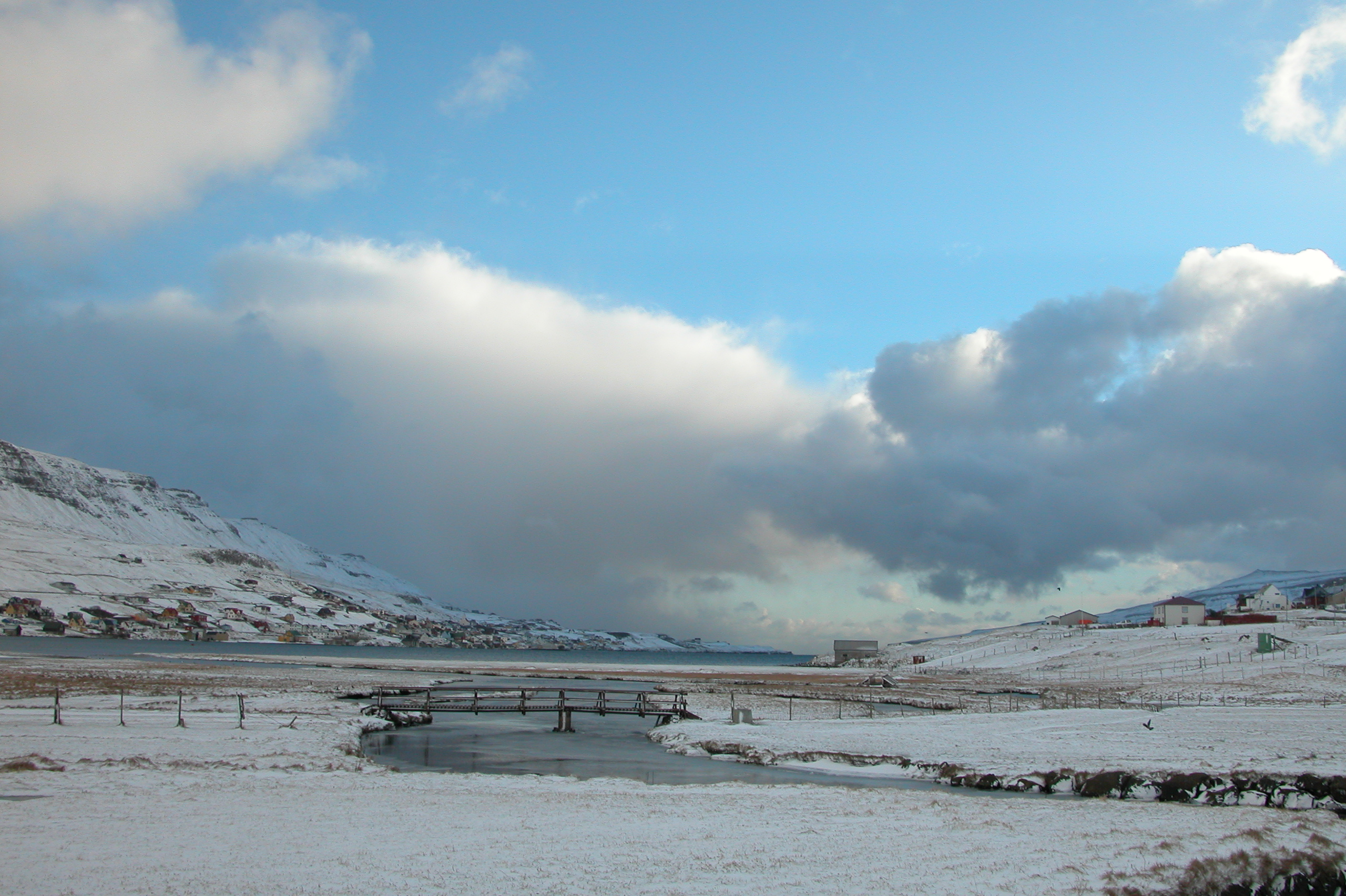
Trongisvágur és Tvøroyri télen

Első írásos említése 1584-ből származik.
Trongisvágurban építették meg 1894-ben Feröer első sólyáját. A Rangabotnur völgyben 1901-től barnaszenet bányásztak hosszú bányajáratokból. A szenet drótkötélpályán juttatták le Drelnes kikötőjébe. A bányák ma is ott vannak, és a régi gépek körül néhány még megtalálható. A drótkötélpálya oszlopai is állnak még.
A hvalbai alagút fölötti hegyen megtalálhatók egy brit repülőgép nyomai, amely a II. világháború alatt zuhant le.

## Népesség
| Év              | Lakosság |
| --------------- | -------- |
| 1986. január 1. | 392      |
| 1991. január 1. | 398      |
| 1996. január 1. | 383      |
| 2001. január 1. | 413      |
| 2006. január 1. | 419      |

## Közlekedés
Trongisvágur mögött a völgyben egy alagút vezet a hegyen keresztül északnak Hvalbába. Az alagutat 1963-ban építették, és ez volt az első Feröeren. Hossza 1400 méter, nincs kivilágítva, és egysávos, időnként két autó széles kerülőhelyekkel.